# Siete Lagos (Chile)

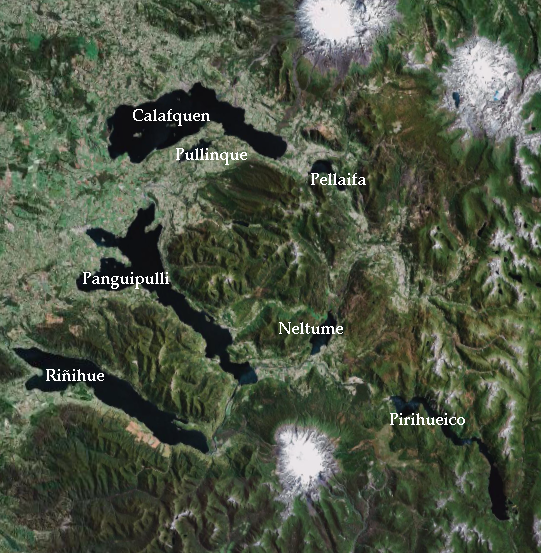
El área de los Siete Lagos.

Los Siete Lagos son un grupo de lagos de Chile pertenecientes a la cuenca del río Valdivia, de clima oceánico lluvioso y parcialmente localizados en la comuna de Panguipulli, en la provincia de Valdivia, Región de Los Ríos.
La zona donde se encuentran los siete lagos está rodeada de cuatro volcanes: Villarrica, Lanín ambos activos y dos estratovolcanes Mocho-Choshuenco y Quetrupillán.
Actualmente dentro del territorio de los Siete lagos es posible acceder al Parque Nacional Villarrica por la zona de Choshuenco a la Reserva Nacional Mocho Choshuenco.
La zona norte de los Siete Lagos también es conocida por su gran actividad geotérmica, con más de 13 centros termales entre la zona de Coñaripe y Liquiñe, y además hay varios manantiales de agua caliente en la zona de Liquiñe ya que forma parte de la conocida falla geológica Liquiñe-Ofqui.
Hay una arteria de ríos de origen glaciar que depositan sus aguas en los principales lagos, siendo el lago Riñihue el último en recibirlas para luego continuar su recorrido por los ríos San Pedro y Calle Calle y desaguar en el océano Pacífico.

## Lago Pellaifa
El lago Pellaifa, es un lago de origen glaciar de Chile, de 7,2 km² de superficie. Recibe su nombre del mapudungun PIllad, "escarcha". Este lago drena por su extremo oriental, por el corto río Llancahue, de solo 5,6 km., que lo conecta con el lago Calafquén. Está rodeado por cordones precordilleranos con abundante vegetación y bosque nativo. En uno de sus extremos hay una pequeña playa, llamada playa Pellaifa, distante a sólo 3 kilómetros al sureste del pueblo de Coñaripe.
El Pellaifa presenta numerosos restos de árboles hundidos, producto de la subida del nivel del lago tras el terremoto de 1960.

## Lago Calafquén
El lago Calafquén es un lago de origen glaciar.
Recibe su nombre del mapudungun ka ḻafkeṉ, "otro lago", en referencia al lago Villarrica.
Drena por su parte central por el corto río Pullinque, que lo conecta tras cruzar el pequeño lago Pullinque con el lago Panguipulli, parte de la cuenca alta del río Valdivia. Cuenta con 120,6 km² de superficie, 25 km de longitud máxima y 7,7 km de ancho máximo; su profundidad máxima es de 212 m y se ubica a 209 m s. n. m. El sector norte del lago Calafquén pertenece a la Región de la Araucanía y la parte sur a la Región de Los Ríos y la comuna de Panguipulli.
Posee siete pequeñas islas entre las que destacan Trailafquén, Balboa, Los Monos y Las Cuevas. En su ribera se encuentran los poblados de Licán Ray, Coñaripe y Calafquén.
A orillas del lago Calafquén se encuentra la playa de Coñaripe con casi 3 km, es una de las más extensas de la Región de Los Ríos.
El lago Pullinque  es un pequeño lago que recibe su nombre del mapudungun Pu llinke, ¨lugar de ranas¨. Su formación es de origen glaciar. Salpicado de islotes, su nivel fue aumentado artificialmente para el uso de la central hidroeléctrica Pullinque. Los cerros que lo flanquean están cortados a pique por efectos glaciales. Este lago podrá ser visto al realizar la ruta entre Panguipulli y Coñaripe.

## Lago Pirehueico
El lago Pirehueico  recibe su nombre del mapudungun Pire weyko, "mancha de nieve o laguna de nieve". Es un lago de origen glaciar de Chile, a 68 km al sudeste de la ciudad de Panguipulli. Tiene una superficie de 30,45 km², una profundidad máxima de 145 m y está localizado a una altitud de 586 m.
El lago está encerrado entre las montañas de los Andes, en una falla geológica que incluye a los lagos Panguipulli y Lácar, este último ya en Argentina. El lago drena a través del río Fuy, el que —tras confluir con el pequeño río Neltume, emisario del lago Neltume— pasa a llamarse río Llanquihue y acaba desaguando en el extremo sudeste del lago Panguipulli, uno de los lagos de la cuenca alta del río Valdivia.
Su principal acceso es desde Panguipulli, por la carretera internacional hacia el paso fronterizo de Huahum. En la ribera occidental del lago se ubica la localidad de Puerto Fuy (por una ruta completamente pavimentada desde Panguipulli), mientras que en su ribera oriental se ubica la localidad de Puerto Pirehueico (a sólo 11 km del límite con Argentina). Entre ambas localidades hay operativo un servicio de 2 transbordadores que navegan todos los días del año.
La flora de los alrededores del lago está compuesta por bosques de coigüe, mañío, notro y ulmo.

## Lago Neltume
El lago Neltume es un lago de origen glaciar que recibe su nombre del mapudungun montulvn we, "lugar liberado". El lago tiene dos afluentes importantes: el río Cuacuá por el norte y el río Chanchán por el sureste, y sólo un efluente, el corto río Neltume, que se une muy pronto al río Fuy —el emisario del lago Pirehueico— para dar lugar al río Llanquihue y acabar desaguando en el lago Panguipulli.

## Lago Panguipulli
El lago Panguipulli une la ciudad del mismo nombre con Choshuenco ubicado en el otro extremo del lago. El lago obtiene su nombre a partir del mapudungun pangui – pülli, “tierra de pumas“. El lago Panguipulli desagua en el lago Riñihue a través del río Enco. Tiene una superficie de 116,05 km², una profundidad máxima de 268 m, y está localizado a una altitud de 130 m s. n. m. El lago forma parte además de la cuenca hidrográfica del río Valdivia que va desde la bahía de Corral hasta San Martín de los Andes (Argentina); es decir es trans-cordillerana y binacional. Los lagos de la cuenca son nueve: los lagos Lácar y Nonthue en Argentina; y Pirehueico, Neltume, Calafquén, Pullinque, Panguipulli y Riñihue en Chile.

## Lago Riñihue
El lago Riñihue  desagua en el río San Pedro, y se alimenta de las aguas de 7  lagos a través del río Enco que lo une con el lago Panguipulli.
Recibe su nombre del mapudungun Rüngi we, “lugar de colihues“.
El lago Riñihue es de origen glaciar, sus aguas son de color azul verdoso transparente, la temperatura de estas varía entre los 7°C en invierno y 20°C en verano. El oleaje es en general leve, según dirección del viento, y ocasionalmente peligroso.
En el extremo oriental del lago está el volcán Mocho-Choshuenco y en el extremo occidental de la cuenca el cerro Tralcán. El camino que une a ambos extremos por el lado sur está cortado en el tercio oriental.
El lago es conocido por el llamado riñihuazo, una enorme catástrofe que se evadió. Sucedió cuando el deslizamiento de tierra que ocurrió por causa del terremoto de Valdivia de 1960, embalsó al lago, amenazando con arrasar todo poblado río abajo cuando el embalse se rompiera.

## Zona ZOIT (zona de interés turístico)
La comuna de Panguipulli fue declarada ZOIT el año 2014 según Decreto emitido por el Ministerio de Economía, Fomento y Turismo.
La ZOIT es un instrumento de gestión público-privada para el fomento de la actividad turística que se ejecuta por medio de la construcción participativa, coordinación y el compromiso de ejecución de un Plan de Acción en un territorio determinado dentro de un plazo de ejecución de cuatro años. Estos territorios estarán liderados por el municipio, en conjunto con otros actores (públicos y privados) y organizaciones de carácter local, acompañados técnicamente por las Direcciones Regionales de Turismo de Sernatur.

Siete lagos de la cuenca del río Valdivia.

En sentido aguas abajo, los siete lagos del grupo son los siguientes:
- lago Pellaifa, de 7,2& km²;
- lago Calafquén, de 120,6 km², que drena a través del río Pullinque en el lago Pullinque;
- lago Pullinque, de 5,77 km², que drena a través del río Huanehue;
- lago Pirihueico, de 30,45 km², que drena a través del río Fuy en el lago Panguipulli;
- lago Neltume, de 9,5 km², que drena a través de río Fuy en el lago Panguipulli;
- lago Panguipulli, de 116 km², que drena a través del río Enco en el lago Riñihue;
- lago Riñihue, de 77,5 km², que drena a través del río San Pedro, para luego continuar por el río Calle Calle hasta llegar al océano Pacífico.